# Duplicaria brevicula
Duplicaria brevicula é uma espécie de gastrópode do gênero Duplicaria, pertencente a família Terebridae.